# Cratere Kiris
Kiris  è un cratere sulla superficie di Venere.